# Геннадій Ракітін
Генна́дій Ракі́тін (рос. Геннадий Ракитин; нар. 1975) — літературна маска, під якою ховалися автори, що видавали адаптовані переклади німецьких пропагандистських віршів 1930-х років за «Z-поезію».

## Історія
Сторінка Ракітіна у «ВКонтакте» була створена в липні 2023 року, після чого на ній почали з'являтися вірші на воєнну тематику. Згодом у друзі до Ракітіна додалося понад дві тисячі осіб, серед яких — майже сотня депутатів Державної думи, близько тридцяти сенаторів, радник президента Олена Ямпольська, «Z-поети» та російські воєнні кореспонденти. Творчість Ракітіна відзначено різними нагородами, зокрема грамотою всеросійського конкурсу патріотичної поезії імені Олександра Твардовського, а вірш «У святу ніч» (рос. В святую ночь) опубліковано в літературному журналі «Москва».
Викриття Ракітіна відбулося 28 червня 2024 року, коли на його сторінці опублікували антивоєнного вірша.
6 липня 2024 року акаунт Ракітіна заблоковано на вимогу Генеральної прокуратури Російської Федерації.